# ネヴァーモア
ネヴァーモア（NEVERMORE）は、アメリカ合衆国シアトル出身のプログレッシブメタル・バンド。
同国のヘヴィメタル・バンド「サンクチュアリ」に在籍していたメンバーを中心に、1991年に結成された。

## 音楽性特徴

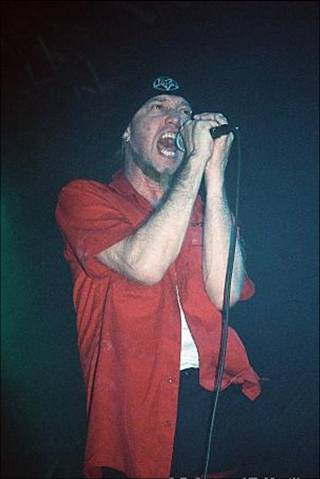
ウォーレル・デイン(Vo) 2005年

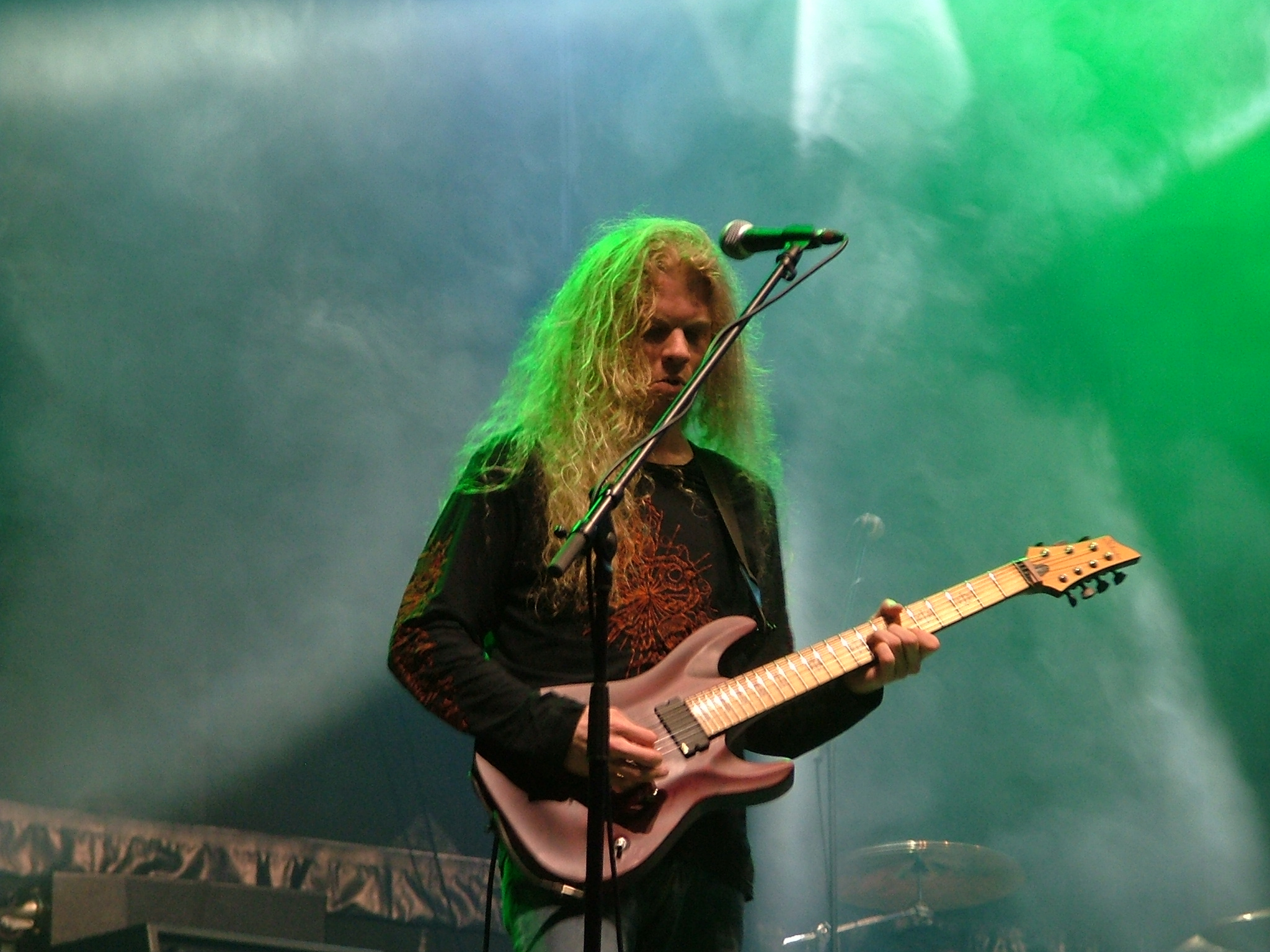
ジェフ・ルーミス(G) 2007年

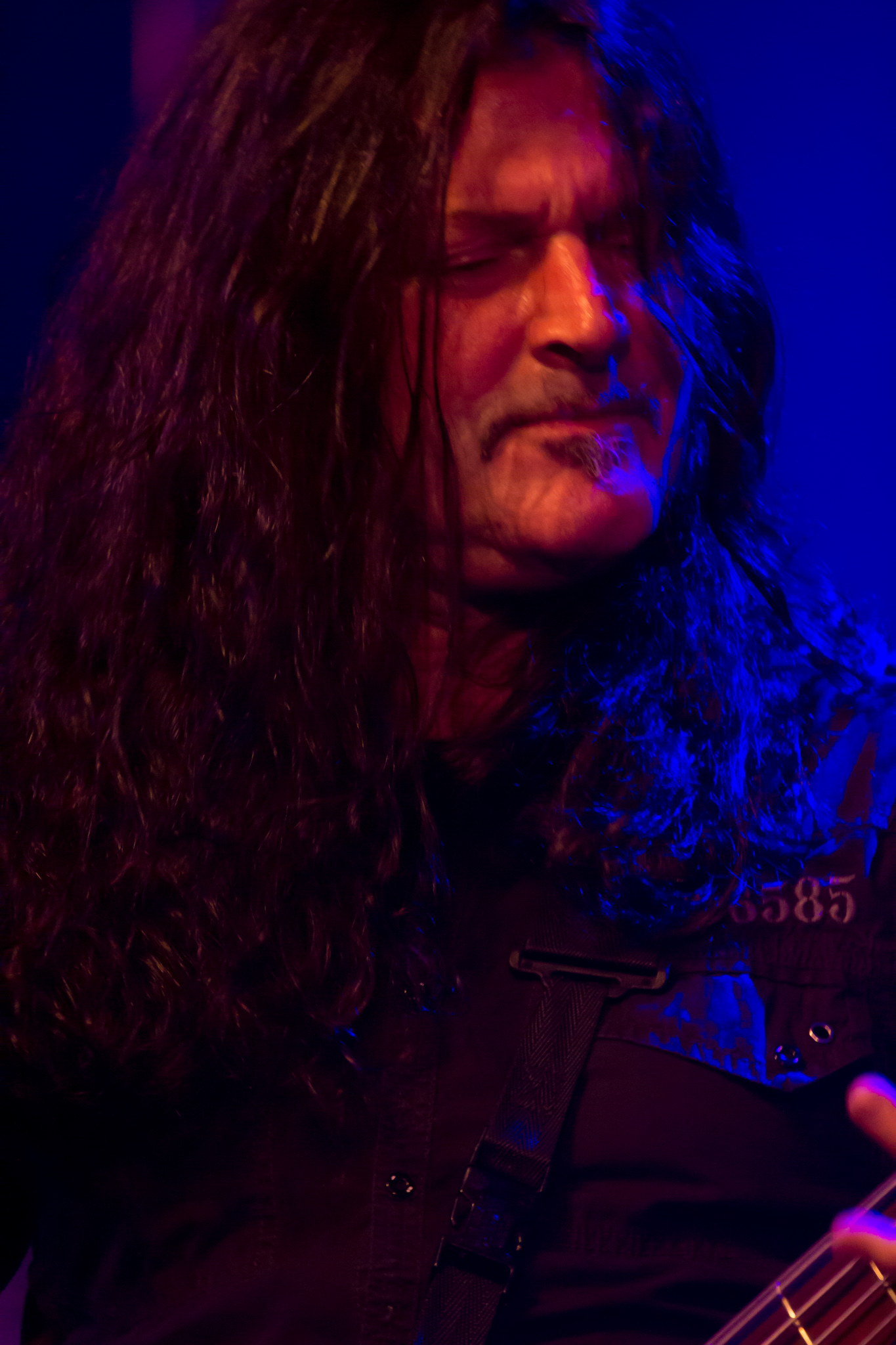
ジム・シェパード(B) 2012年

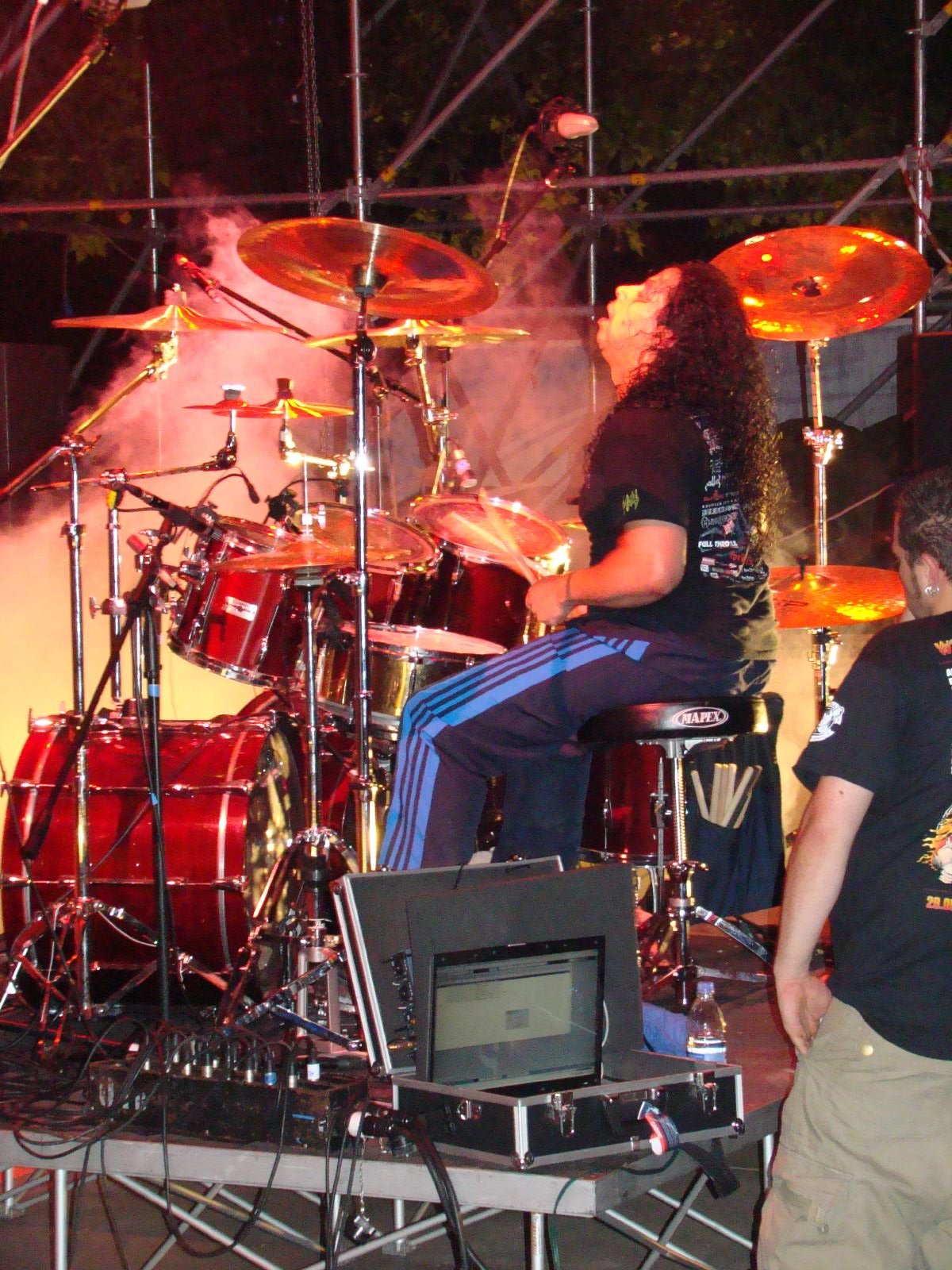
ヴァン・ウィリアムス(Ds) 2007年

現代的な冷淡的でモダンなエクストリーム・ヘヴィメタルサウンドで、時折スラッシュメタルやデスメタル的な側面も持ち、ウォーレルの狂気じみたボーカルと縦横無尽に弾きまくるジェフのギターが特徴である。
アーチ・エネミーのマイケル・アモットが、同バンドに影響されたことをインタビューなどで度々公言しており（アモットは敬意を持って「ねじれたメロディの金脈」と評している）、また他のミュージシャンからのファンも多く、現代のヘヴィメタルバンドに多大な影響を与えているとされる。

## 略歴
- 1991年、ヘヴィメタル・バンド「サンクチュアリ」のメンバーだったウォーレル・デイン(Vo)、ジェフ・ルーミス(G)、ジム・シェパート(B)とマーク・アーリントン(Ds)より結成される。
- 1992年、デモテープ『Utopia』制作。
- 1994年、アーリントン(Ds)が脱退して後任にヴァン・ウィリアムス(Ds)を迎え、さらにパット・オブライエン(G)が加入しツイン・ギター編成となる。デモテープ『1994 Demo』制作。センチュリーメディアレコードとの契約を得る。
- 1995年、1stアルバム『Nevermore』をリリース。このアルバムは前述の２つのデモテープ制作時の録音を基に構成されている。
- 1996年、ミニアルバム『In Memory』、2ndアルバム『The Politics of Ecstasy』をリリースするが、リリース後にオブライエン(G)が脱退し、ティム・カルバート(G・元フォビドゥン)が加入する。
- 1999年に3rdアルバム『Dreaming Neon Black』をリリース。
- 2000年にカルバート(G)が脱退するが、メンバーは4人のままでレコーディングを行い、4thアルバム『Dead Heart In a Dead World』をリリースする。
- 2003年に5thアルバム『Enemies of Reality』をリリース。
- 2004年、リリース後のツアーでサポート・ギタリストを務めたスティーヴ・スマイス（元テスタメント）が、正式メンバーとなる。音楽プロデューサー アンディ・スニープのミックスによるアルバム『Enemies of Reality』を再リリース（後述）。その縁で、6thアルバム『This Godless Endeavor』のプロデュースもスニープが担当し、翌年にリリースした。
- 2007年、スマイス(G)が脱退。9月22日の「THRASH DOMINATION 07」にて初来日公演。
- 2010年、9月18日,19日の「THRASH DOMINATION 10」出演のため再来日。
- 2011年4月、ルーミス(G)とウィリアムス(Ds)が、個人的な理由や音楽性の相違などから脱退。ウォーレル(Vo)は前年に再結成した「サンクチュアリ」に活動を専念していたため、ネヴァーモアはそのまま活動停止となった[1]。
- 2017年12月13日、ウォーレル・デインがソロアルバム制作のため滞在していたブラジル・サンパウロで心臓発作のため急逝。後にジェフ・ルーミスはウォーレルの死の1年ほど前にネヴァーモア再結成のために話し合いをしていたが、実現しなかったことを明かした。[2]

## 備考
- 2003年の5thアルバム『Enemies of Reality』はプロデューサにケリー・グレイ（元クイーンズライチ）を迎えて制作され、一回はそのままリリースされたものの、メンバーが出来上がった音に満足せず、同業者のアンディ・スニープにミックスのやり直しを依頼。翌年に再度リリースされた。従ってこのアルバムはオリジナル・ミックス版と、リミックス版の2バージョン存在し、ジャケットが若干異なっている。

- ウォーレル・デイン(Vo)は、チャック・シュルディナー（故人・デス）のサイド・プロジェクト「コントロール・ディナイド」のボーカルとして参加を要請されたが、ネヴァーモアに専念するために断っている。

- ジェフ・ルーミス(G)は、マイケル・アモットにアーチ・エネミーへ参加を要請されたが、ネヴァーモアに専念するためとして当初は断っていた。しかし、2014年11月、アーチ・エネミーのニック・コードル(G)脱退に伴い、後任として加入することが発表された[3]。

## メンバー

### 最終メンバー
- ウォーレル・デイン　Warrel Dane - ボーカル (1991- 2011) 現サンクチュアリ
- ジェフ・ルーミス　Jeff Loomis - ギター (1991-2011) 元サンクチュアリ
- ジム・シェパード　Jim Sheppard - ベース (1991- 2011) 元サンクチュアリ
- ヴァン・ウィリアムス　Van Williams - ドラムス (1994-2011)

#### 旧メンバー
- マーク・アーリントン　Mark Arrington - ドラムス (1991-1994)
- パット・オブライエン　Pat O'Brien - ギター (1994-1996)
- ティム・カルバート　Tim Calvert - ギター (1997-2000 ; 2018年死去) 元フォビドゥン
- スティーヴ・スマイス　Steve Smyth - ギター (2004-2007) 元テスタメント

## ディスコグラフィー

### アルバム
- 1995年　Nevermore
- 1996年　The Politics of Ecstasy
- 1999年　Dreaming Neon Black
- 2000年　Dead Heart In a Dead World
- 2003年　Enemies of Reality
- 2005年　This Godless Endeavor
- 2009年　Manifesto of Nevermore コンピレーション
- 2010年　The Obsidian Conspiracy

### シングル・ミニアルバム
- 1996年　In Memory

### ライブビデオ
- 2008年　The Year of the Voyager DVD/CD